# Betty Vittori
Betty Vittori, all'anagrafe Maria Elisabetta Vittori (Salò, 25 gennaio 1958), è una cantautrice e musicista italiana.

## Biografia
Inizia a cantare fin da adolescente con una sua amica d'infanzia, man mano che passano gli anni studia chitarra e pianoforte, e quindi inizia la sua attività da professionista, suonando con alcuni importanti jazzisti italiani.
Verso gli anni ottanta si trasferisce a Milano, dove con Franco Cristaldi e Claudio Dentes fonda i Mercenaries, con cui pubblica nel 1983 l'album I'm Not Russian; quando il gruppo si scioglie, forma sempre con Cristaldi e con Beppe e Piero Gemelli il gruppo dei Flying Foxes, noti anche come Volpini Volanti; con questo gruppo ha pubblicato l'album Flying Foxes, inciso a Londra e pubblicato dalla Polygram.
Nel 1984 contribuisce alla colonna sonora del film Chewingum di Biagio Proietti con il brano  Shadow dancing.  
Poi Betty e i Flying Foxes pubblicano il loro secondo e ultimo album, contenente canzoni scritte dalla Vittori, e con la collaborazione di  diversi cantanti italiani. La band si scioglie, e nel 1991 Betty Vittori incide un album, prodotto da Claudio Fabi con alcuni testi di Nini Giacomelli che rimane inedito.
Nel 1999 pubblica un album inciso insieme ad Eugenio Catina.
Nel 2008 pubblica con la band Take4 il CD Personal Miracle
Nel 2011 pubblica l’album Borderlife e nel 2017 Boats on the Terrace.

## Principali collaborazioni come corista
- 1981 – La grande grotta di Alberto Fortis
- 1982 – Fragole infinite di Alberto Fortis
- 1982 – Here and Now di Brian Auger
- 1983 – Identikit di Milva
- 1984 – Rossana Casale di Rossana Casale
- 1984 – El niño di Alberto Fortis
- 1985 – Zucchero & The Randy Jackson Band di Zucchero Fornaciari
- 1986 – Io e Red di Red Canzian
- 1986 – La via dei misteri di Rossana Casale
- 1987 – Miss Baker della Premiata Forneria Marconi[3]
- 1987 – Clandestina di Mimmo Locasciulli[4]
- 2006 – Hippie Tendencies degli Hippie Tendencies[5]

## Discografia

### Album
- 1983 – I'm Not Russian (CGD/Aleph, ah 28702; con i Mercenaries)
- 1984 – Volpini Volanti (CGD; con i Flying Foxes)
- 1985 – Flying Foxes (CGD, 20462; con i Flying Foxes)
- 1991 – Tears and Joy - inedito
- 1999 – Mediterranean View (Panastudio, CDJ 1035-2; con Eugenio Catina
- 2008 – Personal Miracle (con i Take 4)
- 2010 – Bordelife, (Ritmo&Blu Records)
- 2017 – Boats On The Terrace (Ritmo&Blu Records) LP Vinyl
- 2021 – Maria Elisabetta, (Ritmo&Blu Records), R&BCD21001

### Compilation
- 1984 – Shadow Dancing (canzone contenuta nella colonna sonora del film Chewingum)